# Mária bemutatása a templomban (Tiziano)
A Mária bemutatása a templomban Tiziano 1534–1538 között, Velencében festett képe (olaj, vászon, 335 cm × 775 cm). Velencében, a Gallerie dell’Accademia egyik épületében látható.

## Története
A hatalmas vásznat Tiziano a Scuola della Carità számára festette. 

## A kép
A kép bal oldalán három hatalmas árkád zárja le a teret. Az árkádok és a templom lépcsője között portrészerű hűséggel megfestett velencei polgárok sereglenek; a tekintetet két, előkelően öltözött asszony mozdulata vezeti a kép középpontja, a templom lépcsője felé. A lépcsőn egymaga halad fel, a keleties ruhájú főpap felé a törékeny gyermeklány Szűz Mária. Alakját nemcsak a világos ruha és a belőle áradó, földöntúli fény emeli ki, de a lépcsősort megtörő pihenő és a mögötte álló oszlop is.
A kép egyfajta ünnepélyes reprezentáció, amin mintha jómódú velencei polgárok játszanák el velencei paloták között a bibliai történetet. Az élet hétköznapi oldalára egyedül az előtérben tojást áruló öregasszony alakja utal.